# Verena Schäffer

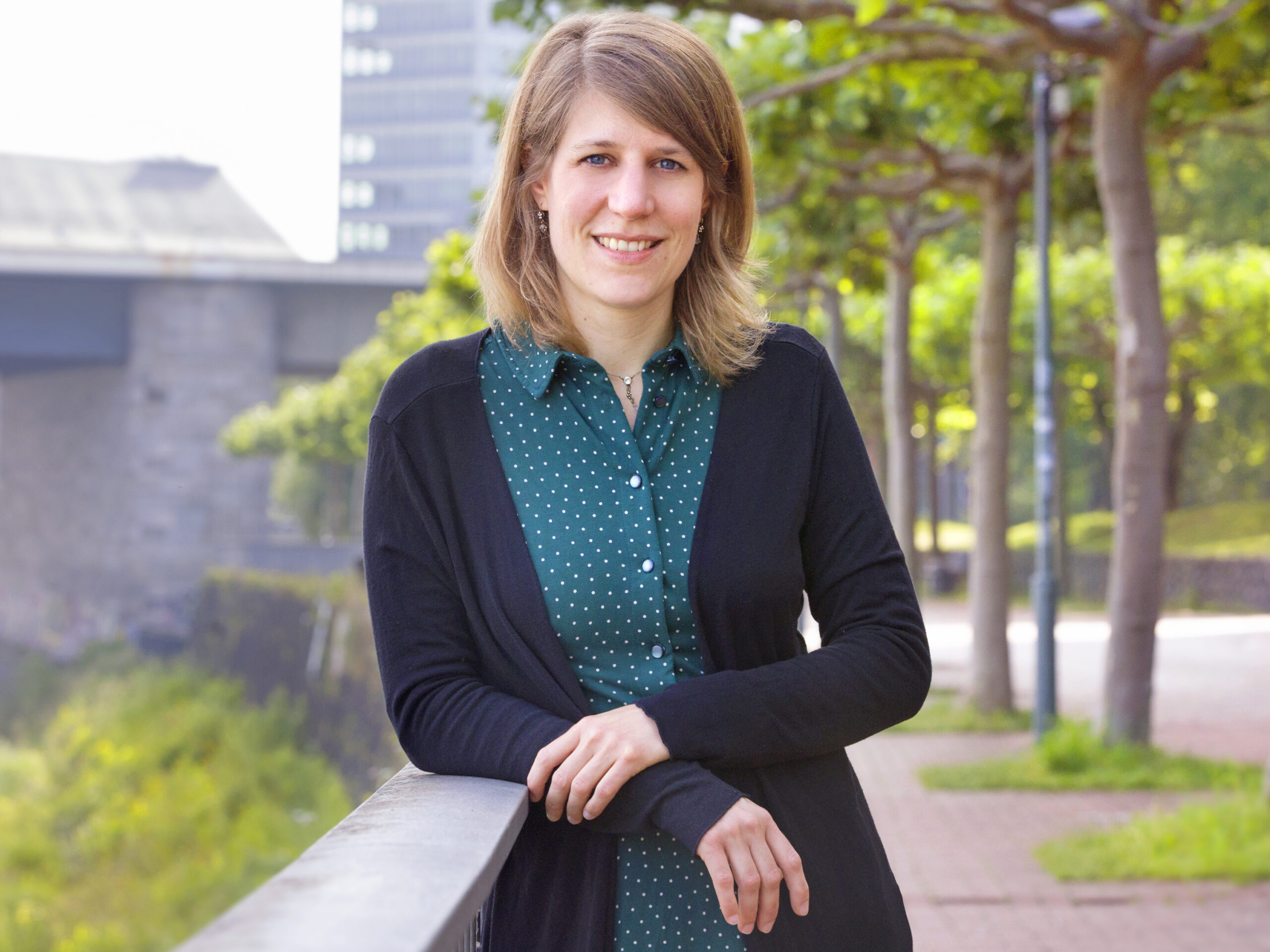
Verena Schäffer (2021)

Verena Schäffer (* 22. November 1986 in Frankfurt am Main) ist eine deutsche Politikerin der Partei Bündnis 90/Die Grünen. Sie ist seit 2010 Mitglied im Nordrhein-Westfälischen Landtag. Seit Oktober 2020 ist sie Vorsitzende der Landtagsfraktion Bündnis 90/Die Grünen, seit August 2022 zusammen mit Wibke Brems. 

## Leben
Verena Schäffer wuchs seit frühester Jugend in Witten auf und legte am Schiller-Gymnasium Witten 2007 das Abitur ab. Während der Schulzeit absolvierte sie ein Auslandsjahr in Kalifornien. Von 2007 bis 2010 studierte sie Geschichte und Jüdische Studien an der Heinrich-Heine-Universität Düsseldorf und schloss mit dem Bachelor ab. Seit 2012 ist sie für den Masterstudiengang Europäische Moderne: Geschichte und Literatur an der Fernuni Hagen eingeschrieben.
Schäffer hat zwei Kinder, einen Sohn und eine Tochter.

## Politik
Im Jahr 2004 trat Schäffer der Grünen Jugend und den Grünen bei, sie gründete in Witten die Ortsgruppe der Jungen Grünen. Im November 2005 wurde sie in den Landesvorstand der Grünen Jugend NRW gewählt, dort war sie von November 2006 bis Mai 2010 Landesvorstandssprecherin. Bei der Kommunalwahl am 30. August 2009 wurde sie in den Rat der Stadt Witten und den Kreistag des Ennepe-Ruhr-Kreises gewählt. Das Kreistagsmandat legte sie nach der Landtagswahl im Mai 2010 nieder.
Bei den Landtagswahlen 2010, 2012, 2017 und 2022 trat sie im Wahlkreis Ennepe-Ruhr-Kreis II als Direktkandidatin an und erhielt 15,6 % (2010), 15,8 % (2012), 8,8 % (2017) und 22,0 % (2022) der Erststimmen. Sie zog jeweils über die Landesliste der Grünen in den Landtag ein. In der 15. Legislaturperiode war sie die jüngste Abgeordnete des Landtages. Von August 2012 bis Mai 2017 war sie stellvertretende Vorsitzende, von Mai 2017 bis Oktober 2020 Parlamentarische Geschäftsführerin der Fraktion.
Am 26. Oktober 2020 wurde sie gemeinsam mit Josefine Paul zur neuen Fraktionsvorsitzenden der grünen Landtagsfraktion gewählt.
Ihre Schwerpunkte in der Fraktion sind die Themen Innenpolitik und Rechtsextremismus. Sie ist ordentliches Mitglied im Innenausschuss, im Unterausschuss Personal, im Haushalts- und Finanzausschuss, im Ausschuss für Frauen, Gleichberechtigung und Emanzipation, sowie im Kontrollgremium gemäß § 23 des Verfassungsschutzgesetzes NRW. Des Weiteren ist sie Sprecherin des Innenausschusses des Landtags.